# Szapsel Rotholc
Szapsel Rotholc, també Szapsa Rotholc (Varsòvia, 7 de febrer 1913 - Montreal, 29 de febrer 1996)  fou un boxejador jueu polonès. Era germà del també boxejador i Brigadista internacional Gerszon Rotholc.

## Biografia

### Carrera juvenil i boxa
Després d'acabar l'escola primària, esdevingué tipògraf i impressor. Va començar a boxejar als 17 anys i ràpidament va començar a assolir l'èxit.Al llarg dels seus deu anys de carrera va entrenar al club esportiu Gwiazda de Varsòvia del qual en va acabar essent el millor boxejador i esportista.
A la dècada de 1930 va ser un dels millors boxejadors de pes mosca de Polònia. Va esdevenir campió de Varsòvia en aquesta categoria de pes en diverses ocasions i el 1933 fou el primer boxejador jueu en convertir-se campió de Polònia i vicecampió el 1934. El mateix 1934 aconsegueix la medalla de bronze al Campionat d'Europa de boxa a Budapest.
Entre els anys 1934–1939 va competir 16 vegades amb la selecció polonesa, guanyant 14 vegades, empatant una vegada i perdent una vegada per desqualificació. De les 135 baralles lluitades oficialment, en va guanyar més de 120. Pocs dies després de la Kristallnacht (13 de novembre de 1938), va guanyar el combat Polònia-Alemanya (Polònia acabaria perdent 4:12)  al Centennial Hall de Wrocław davant Nikolaus Obermauer. Aquest esdeveniment va adquirir un fort simbolisme entre la comunitat jueva polonesa. va guanyar molta publicitat a la comunitat jueva de Polònia.
Tot i ser obligat a anar a Berlin per la celebració dels Jocs Olímpics d'estiu de 1936 per part del Comitè Olímpic polonès, no va acabar participant-hi degut a una lesió que va patir a la mà en un combat d'espàrring amb al seu compatriota Edmund Sobkowiak (que va ser finalment l'escollit per representar a Polònia). A causa de trencar el boicot als jocs fou expulsat del Sindicat o d'Estampadors Jueus on militava i del club de boxa jueu on entrenava.
El 1940 el mateix Comitè Olímpic polonès va demanar de no incloure'l a la llista d'esportistes seleccionats pels Jocs Olímpics d'estiu de 1940 a Hèlsinki. El mateix any, va decidir posar fi a la seva carrera.

### Segona Guerra Mundial
Va participar a la Campanya de Setembre. El 17 de setembre de 1939, va ser capturat pels soviètics a Terebovlia i empresonat al camp de presoners de guerra de Kozelsk. Des d'allà, com a part d'un intercanvi de presoners, va ser enviat a un camp de presoners de guerra alemany a Żagań.
Després de tornar a Varsòvia, va ser detingut per ordre de Josef Meisinger, comandant de la SD i la Policia de Seguretat al districte de Varsòvia, i brutalment colpejat com a venjança per les seves victòries contra boxejadors alemanys.
A partir de 1940 esdevé oficial del del Servei d'Ordre Jueu al gueto de Varsòvia. Hi va servir fins al desembre de 1942 per passar a treballar a Werterfassung, empresa organitzada pels alemanys que recollia i classificava els béns deixats al gueto pels jueus deportats. El 21 d'abril de 1943, dos dies després de l'esclat de l'aixecament del gueto, va arribar al "bàndol ari". Després de l'aixecament de Varsòvia va ser arrestat pels alemanys i obligat a treballar en el desmantellament de barricades per ser després deportat a Alemanya on va treballar a la fàbrica Krupp d'Essen.

### Després de 1945
Després de la guerra va tornar a Polònia i es va establir a Łódź on va començar a treballar com a tipògraf. El 1946, va ser portat davant el Tribunal Social del Comitè Central de Jueus polonesos acusat de col·laborar amb els alemanys al gueto de Varsòvia a les files de la policia jueva local. Va ser condemnat a dos anys d'exclusió de la comunitat jueva i tres anys de suspensió de drets civils que implicaven no poder participar en organitzacions socials i esportives.Un veredicte que fou anulat el juny de 1948 després que el seu advocat presentés una moció.
El 1948 va sortir de Polònia il·legalment i va arribar a Bèlgica des d'on va sortir el 1951 per arribar al Canadà on va passar-hi la resta de la seva vida.